# 三重県道3号桑名大安線
三重県道3号桑名大安線（みえけんどう3ごう くわなだいあんせん）は、三重県北部の桑名市からいなべ市に至る主要地方道（三重県道）である。一部に道幅の狭い区間を含む。

## 概要

### 路線データ
2016年（平成28年）4月1日現在。
- 起点：桑名市西別所字中沢808-5番地先[3]（稗田交差点）
- 終点：いなべ市大安町宇賀字石田667の1番地先[3]
- 総延長：17.8707 km[3]
  - 実延長：14.7611 km[3]
  - 重用延長：3.1036 km[3]
- 橋梁：19本（総延長：377.5 m[3]）

## 歴史
- 1959年（昭和34年）1月25日 - 三重県道404号宇賀桑名線としてに路線認定[1]。
- 1982年（昭和57年）
  - 4月1日 - 建設省（現・国土交通省）が主要地方道に指定。
  - 12月3日 - 「三重県道3号桑名大安線」に変更され起点と終点が入れ替わった[2]。
  - 整理番号3は「三重県道3号近江八幡員弁線」で使われていたが、1981年（昭和56年）4月30日に大部分が一般国道421号へ昇格、本来なら1982年4月1日に廃止となるところを滋賀県側に国道へ昇格されなかった区間が残っていた関係で廃止されず、三重県は1982年12月3日付けで廃止、滋賀県は1983年（昭和58年）3月22日に残存区間を滋賀県道354号大津守山近江八幡線に編入する形で廃止となった。
- 2007年（平成19年）3月30日 - 一般国道365号大安バイパス開通に伴い、県道9号のいなべ市大安町南金井が県道3号に改められた[4]。

1999年（平成11年）11月5日には桑名市大字桑部地区内4か所で道路の区域変更（幅員拡大）が行われたことが公表された。2009年度（平成21年度）は東員町中上で交通安全事業が行われ、7600万円が事業費として見込まれている。

## 路線状況

### 重複区間
- 三重県道623号四日市東員線：員弁郡東員町大字中上（交差点名なし - 念仏大橋南詰交差点）
- 国道365号：員弁郡東員町大字長深（ながふけ） - いなべ市大安町南金井
- 三重県道9号四日市員弁線：員弁郡東員町大字長深[よみ 1] - いなべ市大安町南金井

### 利用状況
平日12時間交通量（平成17年度）
| 地点                 | 交通量  |
| 桑名市能部           | 5,253台 |
| 三重郡菰野町田口新田 | 382台   |

## 地理
桑名市街の西郊外の稗田交差点を発し、南進し員弁川を渡る。桑部橋南交差点からは西に進路を変え、いなべ市大安町南金井の国道365号との重複区間の終点まで員弁川沿いを進む。国道から離れた後も西に向かい、国道306号に接続して終点となる。

### 通過する自治体
- 三重県
  - 桑名市 - 員弁郡東員町 - いなべ市 - 三重郡菰野町 - いなべ市

### 交差する道路

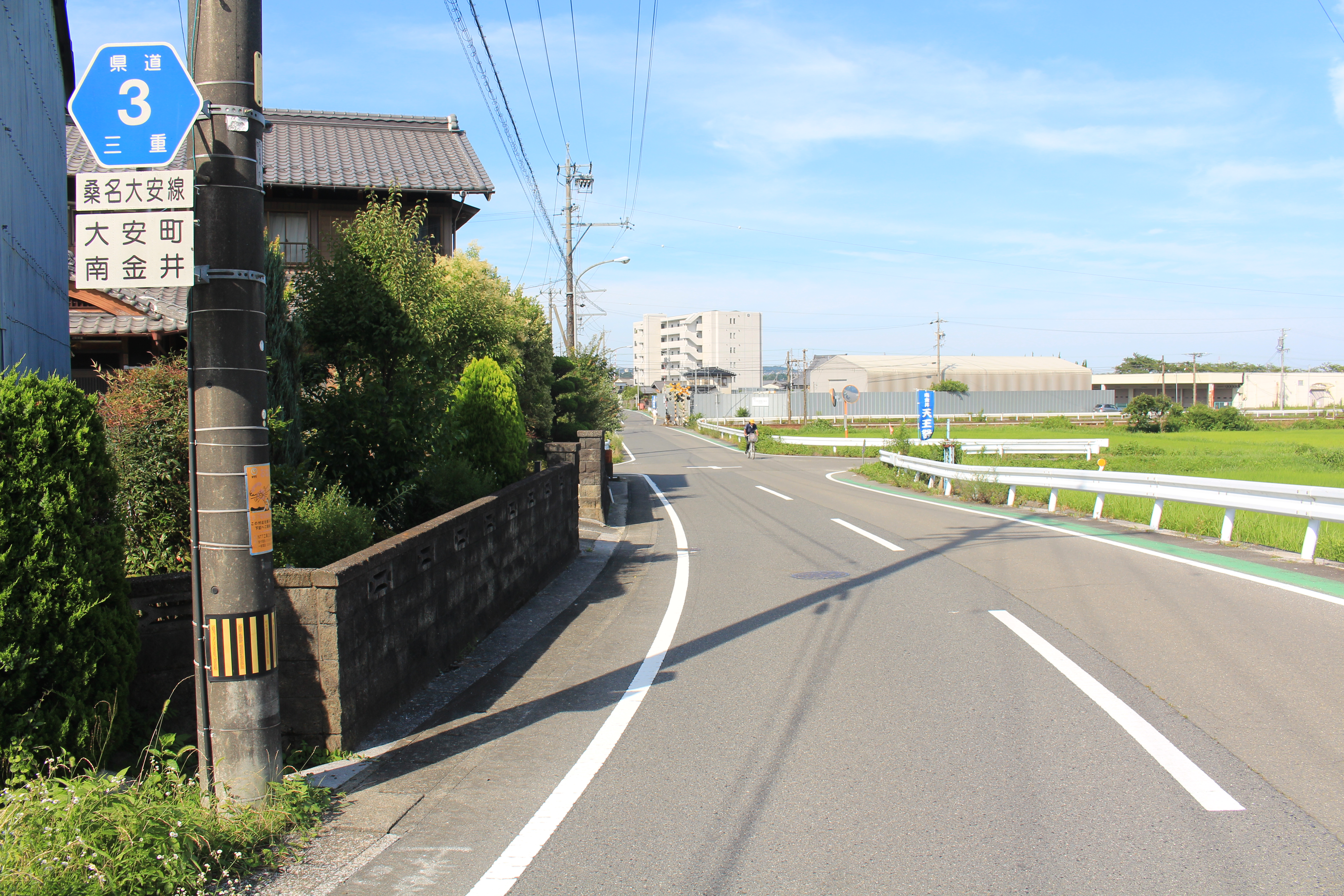
三重県道3号桑名大安線、いなべ市大安町南金井にて

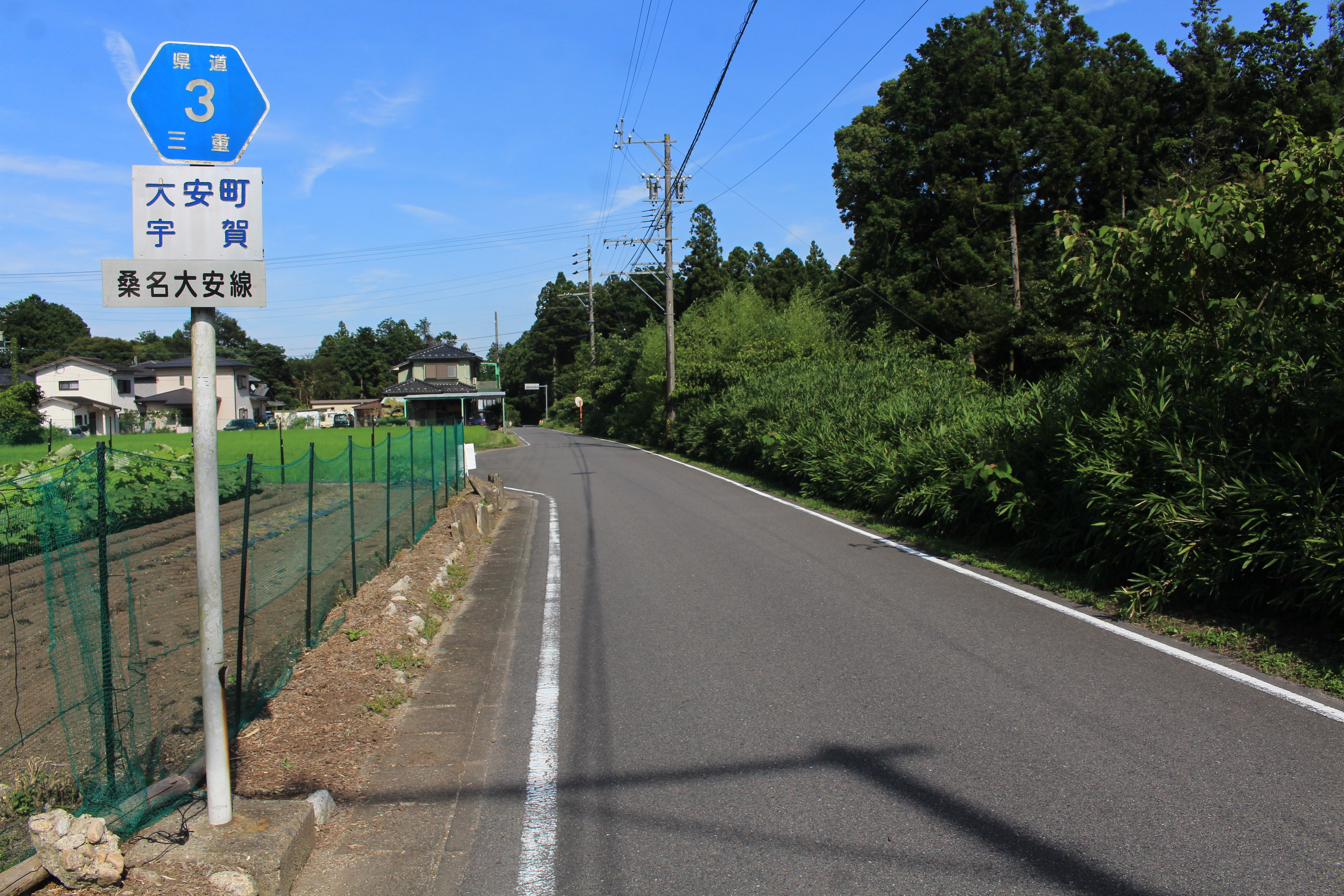
いなべ市大安町宇賀、道幅の狭い区間

- 三重県道63号星川西別所線（桑名市西別所・起点）
- 三重県道143号桑名川越線（桑名市桑部・桑部橋南交差点）
- 東名阪自動車道（桑名市能部[よみ 2]・桑名IC - 四日市JCT間）
- 三重県道26号四日市多度線（桑名市赤尾・赤尾北交差点）
- 三重県道623号四日市東員線（員弁郡東員町大字中上）
- 国道365号・三重県道142号桑名東員線（員弁郡東員町大字長深[よみ 1]・中央大橋南詰交差点）
- 東海環状自動車道（員弁郡東員町大字南大社 - いなべ市員弁町大泉にて直下を通過・大安IC - 東員IC間）
- 三重県道14号菰野東員線（員弁郡東員町大字南大社）
- 国道365号・三重県道9号四日市員弁線（いなべ市員弁町大泉）
- 三重県道140号四日市菰野大安線（三重郡菰野町大字田口新田）
- 国道306号（いなべ市大安町宇賀・終点）

### 交差する鉄道
- 三岐鉄道三岐線：いなべ市大安町南金井（梅戸井駅 - 大安駅間）

### 沿線
工場と住宅地が多い。
- 日立金属桑名工場
- ナルックス員弁工場…コンクリート製品製造
- 東員町スポーツ公園
  - 陸上競技場
  - プール
- 中尾工業団地
- 福王カントリークラブ

### 難読地名
1. 1 2  ながふけ
2. ↑  のんべ

## 参考資料
- 『県別マップル24 三重県道路地図』昭文社、2009年3版1刷発行、ISBN 978-4-398-62474-1（9,21,22ページを参照）
- 『路線認定調書 平成28年4月1日』三重県、2016年、94頁。